# Stylogomphus sigmastylus
Stylogomphus sigmastylus là loài chuồn chuồn trong họ Gomphidae. Loài này được Cook & Laudermilk mô tả khoa học đầu tiên năm 2004.